# Lenguas tibeto-himalayas
Las tibetano-himalayas, tibeto-kanáurico o bódico-himalayas son un conjunto de lenguas habladas principalmente en Tíbet, Nepal y norte de India, que parecen constituir un grupo filogenético dentro de la familia tibetano-birmana. Están formadas por tres grupos principales los dialectos del tibetano, las lenguas Tamang-Gurung-Thakali-
Manang y las lenguas takpa (algunos autores especulativamente incluyen también al tshangla en este grupo).
Una innovación común a todas estas lenguas es la innovación común de un sufijo procedente de *-s usado como ablativo/ergtivo de los nombres.

## Distribución
Las lenguas tibéticas (o tibetanas) se extienden desde el norte de Pakistán a Qinghai en las provincias chinas de Sichuan y Yunnan. Nishi (1986), distingue seis grandes grupos dentro de las lenguas tibetetanas (dejando aparte el tibetano clásico). Yba característica compartida por las lenguas tibetanas es el pronombre de segunda persona procedente del proto-tibetano *khyot 'tú' y formas especiales para el pronombre de tercera persona singular, reconstruido provisionalmente como *kho.
Las lenguas del grupo Tamang-Gurung-Thakali-Manang, denominadas de maneras diversas por diferentes autores, son un grupo filogenético confirmado mediante la reconstrucción de la protolengua que ha sido convenientemente reconstruida. Las relaciones internas dentro del grupo son complicadas debido a una historia de contactos mutuos y a la existencia de una considerable influencia del idioma nepalí en algunas de estas lenguas.
El takpa, comparte la forma del pronombre de segunda persona encontrado en las lenguas Tamang-Gurung-Thakali-Manang, reconstruible también como *khyot 'tú'. Muchos autores han sugerido que el takpa pertenece al grupo tibetano, aunque existen dudas sobre si debe ser considerado una lengua tibetana más.

## Clasificación
La identificación del grupo se remonta a Shafer (1955) que definió la agrupación bódica, incluyendo las lenguas tibetano-himalayas y algunas otras lenguas actualmente clasificadas en otros grupos. Las lenguas bódicas (en el sentido moderno) son claramente una rama de la subfamilia tebetano-birmana, que a su vez es la subfamilia más numerosa de las lenguas sino-tibetanas.
Thurgood (2003) clasifica las lenguas bódicas de la siguiente manera:
- Grupo tibetano
  - Tibetano clásico
  - Tibetano central (U-tsang)
    - Moderno dialecto de Lhasa
    - Shigatse
    - Sherpa
    - Jirel
    - Lhomi
    - Nyamkad
    - Jad
    - Kagate

  - Tibetano occidental 
    - Balti
    - Ladakhi
    - Purik, Purki
    - Lahul
    - Spiti
    - Tod

- Grupo Tamang-Gurung-Thakali-Manang
  - Tamang
  - Gurung
  - Chantyal
  - Nar Phu
  - Manangba
  - Thakali (Marpha, Thini, Syang)
  - Tangbe
- Takpa (Monpa septentrional)
  - Bumtang, Cuona Menba
- Tshangla (Motuo Menba, Monpa central)(?)

### Clasificación interna
DeLancey (2003) da el siguiente árbol cladístico para las lenguas bódicas o tibetano-himalayas:

|  | Tshangla |
|  | |
|  | \| \| Tamang-Gurung-Thakali-Manang (bódico occidental) \| \| \| \| \| \| Tibetano-bódico oriental \| \| \| \| |
|  | |
|  | Tamang-Gurung-Thakali-Manang (bódico occidental)                                                              |
|  | |
|  | Tibetano-bódico oriental                                                                                      |
|  | |

|  | Tamang-Gurung-Thakali-Manang (bódico occidental) |
|  |                                                  |
|  | Tibetano-bódico oriental                         |
|  |                                                  |

|  | Tshangla |
|  | |
|  | \| \| Tamang-Gurung-Thakali-Manang (bódico occidental) \| \| \| \| \| \| Tibetano-bódico oriental \| \| \| \| |
|  | |
|  | Tamang-Gurung-Thakali-Manang (bódico occidental)                                                              |
|  | |
|  | Tibetano-bódico oriental                                                                                      |
|  | |

|  | Tamang-Gurung-Thakali-Manang (bódico occidental) |
|  |                                                  |
|  | Tibetano-bódico oriental                         |
|  |                                                  |

|  | Tshangla |
|  | |
|  | \| \| Tamang-Gurung-Thakali-Manang (bódico occidental) \| \| \| \| \| \| Tibetano-bódico oriental \| \| \| \| |
|  | |
|  | Tamang-Gurung-Thakali-Manang (bódico occidental)                                                              |
|  | |
|  | Tibetano-bódico oriental                                                                                      |
|  | |

|  | Tamang-Gurung-Thakali-Manang (bódico occidental) |
|  |                                                  |
|  | Tibetano-bódico oriental                         |
|  |                                                  |

|  | Tshangla |
|  | |
|  | \| \| Tamang-Gurung-Thakali-Manang (bódico occidental) \| \| \| \| \| \| Tibetano-bódico oriental \| \| \| \| |
|  | |
|  | Tamang-Gurung-Thakali-Manang (bódico occidental)                                                              |
|  | |
|  | Tibetano-bódico oriental                                                                                      |
|  | |

|  | Tamang-Gurung-Thakali-Manang (bódico occidental) |
|  |                                                  |
|  | Tibetano-bódico oriental                         |
|  |                                                  |

## Comparación léxica
Los numerales en diferentes lenguas tibetano-himalayas son:
| GLOSA | Lenguas bódicas | Lenguas bódicas   | Lenguas bódicas    | Lenguas bódicas | PROTO- KINAURI- ALMORA | PROTO- TIB.-HIM. |
| GLOSA | PROTO- TIBÉTICO | PROTO- BÓDICO OR. | PROTO- BÓDICO OCC. | PROTO- BÓDICO   | PROTO- KINAURI- ALMORA | PROTO- TIB.-HIM. |
| ----- | --------------- | ----------------- | ------------------ | --------------- | ---------------------- | ---------------- |
| '1'   | *gtšik          | *tʰiʔ             | *gtik              | *g-tik          | *tik-                  | *g-tik           |
| '2'   | *gnis           | *-ni              | *gni(s)            | *g-nis          | *nis-                  | *g-nis           |
| '3'   | *(g)sum         | *sum              | *sum               | *(g-)sum        | *sum                   | *(g-)sum         |
| '4'   | *bži            | *bli              | *bli               | *b-li           | *p-li                  | *b-li            |
| '5'   | *lŋa            | *ləŋa             | *(b)ŋa             | *l-ŋa *b-ŋa     | *(p-)ŋa(i)             | *l-ŋa *b-ŋa      |
| '6'   | *dɽuk           | *kroʔ *droʔ       | *ʈuk               | *d-rok *k-rok   | *t-ruk                 | *d-ruk *k-ruk    |
| '7'   | *bdun           | *nis              | *nis               | *nis            | *nisi-                 | *nis             |
| '8'   | *brgyat         | *gyat             | *brkee             | *b-r-gyat       | *r-gyət                | *b-r-gyat        |
| '9'   | *dgu            | *dugu             | *ku                | *d-ku           | *gwi                   | *d-gu            |
| '10'  | *btšu           | *ʦʰi              | *ʧyu               | *ʦʰi-           | *t-cip                 | *ʦʰip            |